# Chinese Opium Den
Chinese Opium Den (ook gekend als Opium Joint) is een Amerikaanse stomme film uit 1894. De film werd gemaakt door de Edison Manufacturing Company en geregisseerd door William K. L. Dickson.
Er is heel weinig bekend over deze film omdat er geen enkele kopie meer bestaat en er maar een enkele foto overgebleven is. Er wordt verondersteld dat dit de eerste film was over drugsgebruik.